# Maria Carolina Sobieska
Maria Karolina Sobieska (Oława, 25 novembre 1697 – Žovkva, 8 maggio 1740) è stata una principessa di Polonia, figlia di Giacomo Luigi Sobieski. Conosciuta come Marie Charlotte o soltanto Charlotte, fu Principessa di Turenne ed in seguito Duchessa di Bouillon per matrimonio. Maria Carolina fu l'ultima dei membri a sopravvivere del Casato Sobieski.

## Biografia
Nata da Giacomo Luigi Sobieski e da sua moglie la Contessa Palatina Hedwig Elisabeth di Neuburg, era la terza figlia femmina della coppia. La sorella minore, Maria Clementina, sposò il pretendente giacobita Giacomo Francesco Edoardo Stuart.
I cugini paterni includono (figli di sua zia Teresa Kunegunda Sobieska) Carlo VII, Imperatore del Sacro Romano Impero e Clemente Augusto di Baviera, Arcivescovo di Colonia. I cugini materni includono la famosa Elisabetta Farnese, il futuro Giovanni V del Portogallo oltre alla sua consorte Maria Anna d'Austria.
Trascorse la sua infanzia in Slesia. La sua mano fu chiesta da molti aristocratici fra cui Antonio Ferrante Gonzaga, Duca di Guastalla. Tuttavia, lo rifiutò a causa dell'instabilità mentale del duca.
Dopo aver viaggiato a Neuburg, città natale di sua madre, intraprese una relazione con Michał Kazimierz "Rybeńko" Radziwiłł, un futuro Gran Etmano del Granducato di Lituania. Avrebbe voluto sposarlo, ma suo padre non avrebbe permesso alla coppia di fuggire. Una depressa Charlotte, voleva abbandonare la corte ed entrare in convento ma Carlo VII, Imperatore del Sacro Romano Impero (un altro cugino di primo grado), si assunse l'incarico di travarle un marito adatto.
Il candidato fu trovato in Frédéric Casimir de La Tour d'Auvergne, figlio di Emmanuel Théodose de La Tour d'Auvergne e Marie Armande Victoire de La Trémoille. Era erede del sovrano Ducato di Bouillon che i La Tour d'Auvergne avevano governato per oltre un secolo. In quanto erede, egli aveva il titolo di prince de Turenne. Charlotte sposò Frédéric Casimir per procura il 25 agosto 1723 a Neuss (attuale Germania). La coppia si incontrò per la prima volta a Strasburgo il 20 settembre dove si sposarono formalmente.
Alla corte francese, il Casato di La Tour d'Auvergne godeva del rango di Principe Straniero. Ciò diede loro diritto al titolo di Altezza. In quanto tale, prima di diventare Duchessa di Bouillon, Charlotte aveva il titolo di Sua Altezza la Principessa di Turenne.
Frédéric Casimir morì a Strasburgo il 1º ottobre 1723 lasciando Charlotte vedova essendo stato sposato per quattordici giorni. Sette mesi dopo, sposò il fratello del suo defunto marito, Charles Godefroy che ora era prince de Turenne ed erede di Bouillon. La novella coppia si sposò il 2 aprile 1724 a Parigi. Dal matrimonio nacquero due figli; una femmina chiamata Marie Louise (amante di suo cugino Carlo Edoardo Stuart, il pretendente giacobita) ed un maschio Godefroy che fu il penultimo Duca di Bouillon.
Il matrimonio, nonostante l'aver prodotto due figli, non fu felice. La coppia divorziò e Charlotte si trasferì in Slesia. Trasferendosi ancora, questa volta a Zhovkva, trascorse i suoi ultimi anni cercando di proteggere le proprietà di suo padre di cui era l'erede dal 1737. Alla morte di suo padre, ereditò il Ducato di Oława dove era nata.
Prima della sua morte, nominò il suo vecchio amante, Michał Kazimierz "Rybeńko" Radziwiłł, come suo erede. Una parte della sua biblioteca fu trasmessa nella Biblioteca Załuski a cui successe l'attuale Biblioteca Nazionale della Polonia.
Fu accusata di aver avvelenato la famosa attrice contemporanea Adrienne Lecouvreur che era sua rivale, ma fu provato che l'attrice morì di cause naturali.
Fu sepolta nella Chiesa di St. Kazimierz a Varsavia in Polonia. Il cuore di Charlotte fu imbalsamato e collocato nella chiesa parrocchiale di Zhovkva. La sua lapide fu progettata nel 1747 dal suo ex amante. Esso mostra una crepa che indica l'estinzione della famiglia Sobieski di cui era l'ultimo membro superstite.
Suo marito le sopravvisse, morendo nel 1771. Suo figlio visse fino al 1792 e sua figlia fu giustiziata dal Regime del Terrore durante la Rivoluzione francese.

## Figli
Figli avuti dal suo secondo marito;
- Marie Louise Henriette Jeanne de La Tour d'Auvergne (15 agosto 1725–1793) sposò il Principe di Guéméné ed ebbe figli; fu ghigliottinata durante la rivoluzione; ebbe un figlio segreto da suo cugino Carlo Edoardo Stuart;
- Godefroy Charles Henri de La Tour d'Auvergne (26 gennaio 1728–3 dicembre 1792) sposò Louise Henriette Gabrielle de Lorraine ed ebbe figli, era una nipote di Carlo di Lorena, conte di Marsan.

## Ascendenza
|                                               |                                               |                                          | Genitori                               |  |  | Nonni |  |  | Bisnonni       |  |  | Trisnonni      |  |
|                                               |                                               |                                          |                                        |  |  |       |  |  | Jakub Sobieski |  |  | Marek Sobieski |  |
|                                               |                                               |                                          |                                        |  |  |       |  |  | Jakub Sobieski |  |  | Marek Sobieski |  |
|                                               |                                               | Jadwiga Snopkowska                       |                                        |  |  |       |  |  | Jakub Sobieski |  |  |                |  |
| Giovanni III Sobieski                         |                                               |                                          |                                        |  |  |       |  |  | Jakub Sobieski |  |  |                |  |
|                                               |                                               | Zofia Teofila Daniłowiczówna             | Jan Daniłowicz                         |  |  |       |  |  |                |  |  |                |  |
|                                               |                                               | Zofia Teofila Daniłowiczówna             | Jan Daniłowicz                         |  |  |       |  |  |                |  |  |                |  |
|                                               |                                               | Zofia Teofila Daniłowiczówna             | Zofia Żółkiewska                       |  |  |       |  |  |                |  |  |                |  |
| Giacomo Luigi Sobieski                        |                                               | Zofia Teofila Daniłowiczówna             |                                        |  |  |       |  |  |                |  |  |                |  |
|                                               |                                               | Henri Albert de La Grange d'Arquien      | Antoine de La Grange d'Arquien         |  |  |       |  |  |                |  |  |                |  |
|                                               |                                               | Henri Albert de La Grange d'Arquien      | Antoine de La Grange d'Arquien         |  |  |       |  |  |                |  |  |                |  |
|                                               |                                               | Henri Albert de La Grange d'Arquien      | Anne d'Ancienville                     |  |  |       |  |  |                |  |  |                |  |
| Maria Casimira Luisa de la Grange d'Arquien   |                                               | Henri Albert de La Grange d'Arquien      |                                        |  |  |       |  |  |                |  |  |                |  |
|                                               |                                               | Françoise de La Châtre                   | Baptiste de La Châtre of Bruillebault  |  |  |       |  |  |                |  |  |                |  |
|                                               |                                               | Françoise de La Châtre                   | Baptiste de La Châtre of Bruillebault  |  |  |       |  |  |                |  |  |                |  |
|                                               |                                               | Françoise de La Châtre                   | Gabrielle Lamy                         |  |  |       |  |  |                |  |  |                |  |
| Maria Carolina Sobieska                       |                                               | Françoise de La Châtre                   |                                        |  |  |       |  |  |                |  |  |                |  |
|                                               | Volfango Guglielmo, Conte Palatino di Neuburg | Filippo Luigi, Conte Palatino di Neuburg |                                        |  |  |       |  |  |                |  |  |                |  |
|                                               | Volfango Guglielmo, Conte Palatino di Neuburg | Filippo Luigi, Conte Palatino di Neuburg |                                        |  |  |       |  |  |                |  |  |                |  |
|                                               | Volfango Guglielmo, Conte Palatino di Neuburg | Anna di Jülich-Kleve-Berg                |                                        |  |  |       |  |  |                |  |  |                |  |
| Filippo Guglielmo, Elettore Palatino          | Volfango Guglielmo, Conte Palatino di Neuburg |                                          |                                        |  |  |       |  |  |                |  |  |                |  |
|                                               |                                               | Duchessa Maddalena di Baviera            | Guglielmo V, Duca di Baviera           |  |  |       |  |  |                |  |  |                |  |
|                                               |                                               | Duchessa Maddalena di Baviera            | Guglielmo V, Duca di Baviera           |  |  |       |  |  |                |  |  |                |  |
|                                               |                                               | Duchessa Maddalena di Baviera            | Principessa Renata di Lorena           |  |  |       |  |  |                |  |  |                |  |
| Contessa Palatina Edvige di Neuburg           |                                               | Duchessa Maddalena di Baviera            |                                        |  |  |       |  |  |                |  |  |                |  |
|                                               |                                               | Giorgio II, Langravio d'Assia-Darmstadt  | Luigi V, Langravio d'Assia-Darmstadt   |  |  |       |  |  |                |  |  |                |  |
|                                               |                                               | Giorgio II, Langravio d'Assia-Darmstadt  | Luigi V, Langravio d'Assia-Darmstadt   |  |  |       |  |  |                |  |  |                |  |
|                                               |                                               | Giorgio II, Langravio d'Assia-Darmstadt  | Margravia Maddalena di Brandeburgo     |  |  |       |  |  |                |  |  |                |  |
| Langravia Elisabetta Amalia d'Assia-Darmstadt |                                               | Giorgio II, Langravio d'Assia-Darmstadt  |                                        |  |  |       |  |  |                |  |  |                |  |
|                                               |                                               | Principessa Sofia Eleonora di Sassonia   | Giovanni Giorgio, Elettore di Sassonia |  |  |       |  |  |                |  |  |                |  |
|                                               |                                               | Principessa Sofia Eleonora di Sassonia   | Giovanni Giorgio, Elettore di Sassonia |  |  |       |  |  |                |  |  |                |  |
|                                               |                                               | Principessa Sofia Eleonora di Sassonia   | Duchessa Maddalena Sibilla di Prussia  |  |  |       |  |  |                |  |  |                |  |
|                                               |                                               | Principessa Sofia Eleonora di Sassonia   |                                        |  |  |       |  |  |                |  |  |                |  |

## Titoli, appellativi, onorificenze e stemma

### Titoli e appellativi
- 25 novembre 1697 – 25 agosto 1723 Sua Altezza la Principessa Maria Karolina Sobieska
- 25 agosto 1723 – 1º ottobre 1723 Sua Altezza la Principessa di Turenne
- 1º ottobre 1723 – 2 aprile 1724 Sua Altezza la Principessa Vedova di Turenne
- 2 aprile 1724 – 17 aprile 1730 Sua Altezza la Principessa di Turenne
- 17 aprile 1730 – 8 maggio 1740 Sua Altezza la Duchessa di Bouillon